# Sinzig
Sinzig település Németországban, Rajna-vidék-Pfalz tartományban. Lakosainak száma 17 399 fő (2023. december 31.).

## Népesség
A település népességének változása:
| Lakosok száma | 13 112 | 17 205 | 17 540 | 17 614 | 17 414 | 17 437 | 17 399 |
|               | 1975   | 2012   | 2017   | 2019   | 2021   | 2022   | 2023   |